# إرنا مور
إرنا مور (بالألمانية: Erna Mohr)‏ هي عالمة ثدييات ‏ ألمانية، ولدت في 11 يوليو 1894 في هامبورغ في ألمانيا، وتوفي بنفس المكان في 10 سبتمبر 1968.